# Gotówka

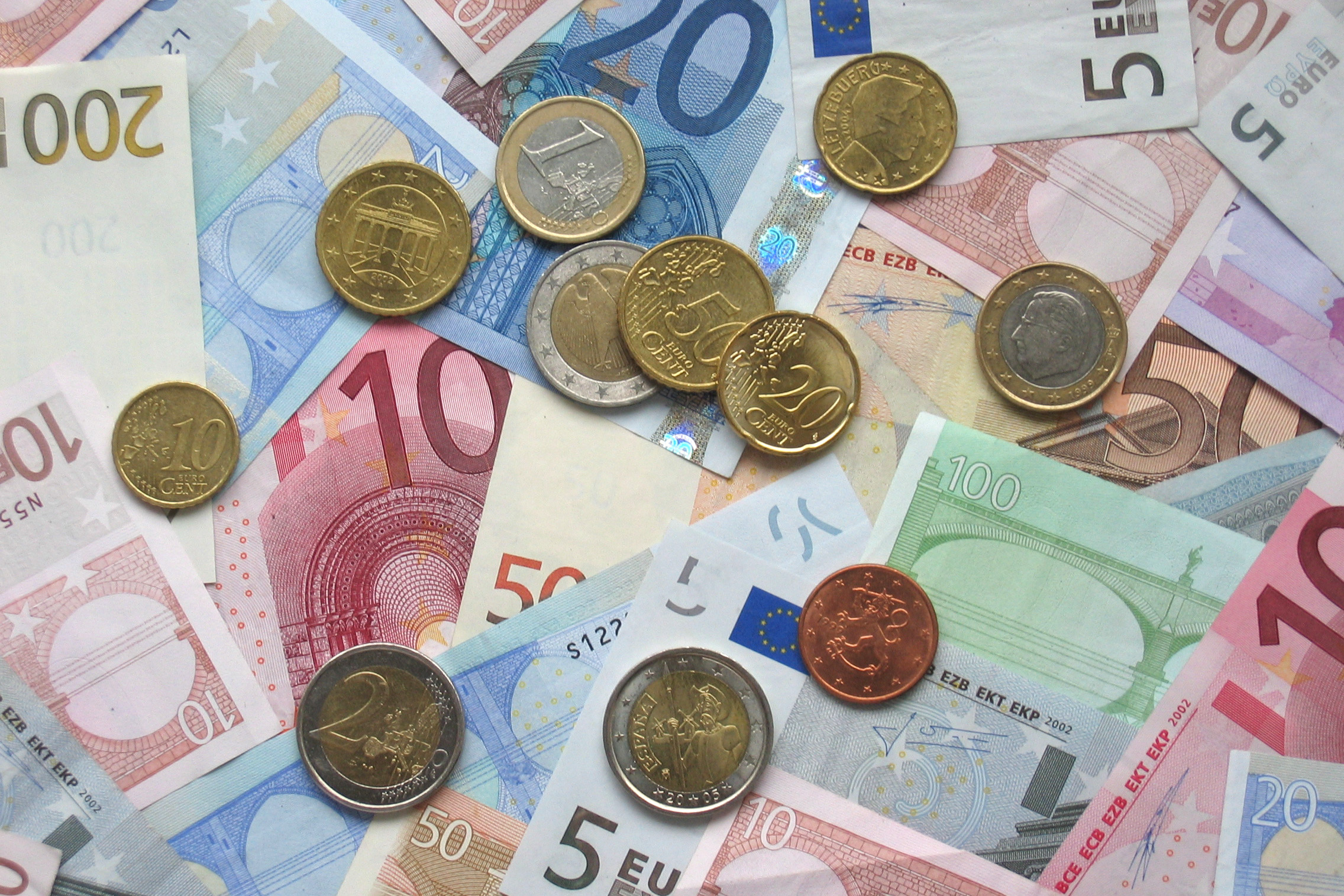
Gotówka (banknoty i monety)

Gotówka – forma pieniądza w fizycznej postaci: monety i banknoty, charakteryzująca się najwyższym stopniem płynności. W przeciwieństwie do papierów wartościowych, depozytów terminowych, czeków i weksli posiadaną gotówką można dysponować w każdej chwili.

## Transakcje gotówkowe
Transakcje gotówkowe to rozliczenia finansowe dokonywane pieniędzmi podmiotami w formie gotówki – banknotami i monetami. Płatności gotówkowe polegają na fizycznym obrocie pieniędzmi. Istnieją następujące sposoby zapłaty gotówkowej:
- wpłata gotówki (banknoty lub monety) w oddziale banku na wskazany rachunek bankowy odbiorcy,
- płatność w sklepie gotówką,
- przekaz pocztowy.

### Limity transakcji gotówkowych pomiędzy przedsiębiorcami
Działalność gospodarcza nie może uregulować płatności gotówką, jeżeli jednorazowa wartość transakcji przekracza równowartość 15 tys. zł brutto (od 2023 roku - 8 tys. zł brutto — art. 19 ustawy Prawo przedsiębiorców). Po przekroczeniu limitu płatność musi być zrealizowana z wykorzystaniem rachunku płatniczego. 
W przypadku określenia ceny w walucie obcej wartość transakcji oblicza się na podstawie kursu walut NBP z dnia roboczego poprzedzającego dzień dokonania transakcji. 
Limit płatności gotówkowych dotyczy:
- przedsiębiorców jednoosobowych wpisanych do CEIDG,
- spółek handlowych i innych podmiotów wpisanych do rejestru przedsiębiorców KRS, w szczególności:
  - fundacji, izb gospodarczych czy innych podmiotów, które równocześnie figurują w rejestrze przedsiębiorców KRS,
  - przedsiębiorców zagranicznych prowadzących działalność gospodarczą w Polsce przez oddział (zarejestrowany w KRS),
  - wspólników spółki cywilnej,
  - zagranicznego oddziału polskiego przedsiębiorcy – zgodnie z przepisami oddział nie jest odrębnym przedsiębiorcą (niezależnie od tego, w jakim kraju polski przedsiębiorca zarejestruje swój oddział, zachowuje status przedsiębiorcy polskiego),
  - polskiego przedsiębiorcy (czasowe transgraniczne świadczenie usług) dokonującego poza granicami Polski transakcji z przedsiębiorcą zagranicznym (działalność transgraniczna nie jest odrębnym przedsiębiorstwem, co nie zmienia faktu, że przedsiębiorca działający za granicą podlega polskiemu prawu).

Zasady dotyczące limitu płatności gotówką stosuje się także w przypadku:
- nabycia lub wytworzenia środków trwałych albo nabycia wartości niematerialnych i prawnych,
- dokonania i przyjęcia płatności:
  - po likwidacji pozarolniczej działalności gospodarczej,
  - po zmianie formy opodatkowania na zryczałtowaną formę opodatkowania — określoną w ustawie o zryczałtowanym podatku dochodowym albo w ustawie o podatku tonażowym,
  - w związku z nabyciem towarów lub usług w okresie zawieszenia działalności, jeżeli zapłata następuje w związku z działalnością gospodarczą.

### Limity transakcji gotówkowych pomiędzy przedsiębiorcą a konsumentem
W transakcjach prowadzonych między przedsiębiorcami a osobami prywatnymi od roku 2023 limit operacji gotówkowych wynosi 20 tys. zł. Transakcje opiewające co najmniej na tę kwotę będą musiały zostać opłacone tylko na rachunek płatniczy firmy. Niezastosowanie się do przepisów spowoduje konieczność uznania wartości transakcji za dodatkowy przychód z działalności gospodarczej. Limit 20 tys. zł dotyczy wartości transakcji, bez względu na liczbę płatności dokonanych w ramach tej transakcji.
W przypadku określenia ceny w walucie obcej wartość transakcji oblicza się na podstawie kursu walut NBP z dnia roboczego poprzedzającego dzień dokonania transakcji. 